# Josef Venc
Josef Venc (* 6. Mai 1966 in Havlíčkův Brod, Tschechoslowakei) ist ein tschechischer Automobilrennfahrer.

## Karriere
Venc begann seine Karriere im Bergrennsport, in dem er von 1988 bis 1994 unterwegs war. 1991 startete er im tschechischen Ford Fiesta Cup und belegte Platz 4 in der Gesamtwertung. 1991 und 1992 startete er in der DTM bei seinem Heimrennen in Brünn, 1993 bestritt Venc die gesamte Saison in der DTM und wurde 20. mit einem Punkt. 1994 wechselte er in den Peugeot 306 Cup und wurde Vierter. 1995 startete er im Super-Tourenwagen-Cup und wurde 22. in der Gesamtwertung, außerdem fuhr Venc in der Tschechischen Tourenwagen-Meisterschaft und wurde Siebter in der Gesamtwertung. 1996 blieb er dieser Serie treu und wurde Meister. 1997 und 1998 fuhr er in der Zentraleuropäischen Tourenwagen-Meisterschaft und wurde jeweils Meister. 1999 fuhr er im Tschechischen Ford Puma Cup. 2000 war er im Langstreckensport unterwegs. Von 2001 bis 2005 startete Josef Venc bei vereinzelten Läufen der FIA GT in der NGT bzw. GT2-Klasse.

## Karrierestationen
- 1988–1994: Bergrennsport
- 1991: Tschechischer Ford Fiesta Cup (Platz 4)
- 1991: DTM
- 1992: DTM
- 1993: DTM (Platz 20)
- 1994: Peugeot 306 Cup (Platz 4)
- 1995: Tschechische Tourenwagen-Meisterschaft (Platz 7)
- 1995: Deutscher Supertourenwagen-Cup (Platz 22)
- 1996: Tschechische Tourenwagen-Meisterschaft (Meister)
- 1997: Zentraleuropäische Supertourenwagen-Meisterschaft (Meister)
- 1998: Zentraleuropäische Supertourenwagen-Meisterschaft (Meister)
- 1999: Tschechischer Ford Puma Cup
- 2000: Langstreckenrennen
- 2001: FIA GT NGT
- 2002: FIA GT NGT
- 2004: FIA GT NGT
- 2005: FIA GT - GT2 (Platz 29)